# Acrolophitus
Acrolophitus is een geslacht van rechtvleugeligen uit de familie van de veldsprinkhanen (Acrididae). De wetenschappelijke naam van dit geslacht is voor het eerst geldig gepubliceerd in 1871 door Thomas.

## Soorten
Het geslacht Acrolophitus omvat de volgende soorten:
- Acrolophitus hirtipes Say, 1825
- Acrolophitus maculipennis Scudder, 1890
- Acrolophitus nevadensis Thomas, 1873
- Acrolophitus pulchellus Bruner, 1889